# Calquinia
En la mitología griega, Calquinia (Καλχινία) era una princesa de Sición, hija del rey Leucipo.
Fue amante del dios Poseidón, con el que tuvo un hijo llamado Pérato, que fue educado por su abuelo. Leucipo, que no tenía hijos varones, depositó en su nieto todas sus ilusiones y le nombró su heredero.